# Цхрапона
Цхрапона (груз. ცხრაფონა) — село в Грузии, на территории Кобулетского муниципалитета автономной республики Аджария.

## География
Село находится в юго-западной части Грузии, на берегах реки Цхрапона (приток Очхамури), на расстоянии 11 километров (по прямой) к востоко-северо-востоку от города Кобулети, административного центра муниципалитета. Абсолютная высота — 173 метра над уровнем моря.

## Население
По результатам официальной переписи населения 2014 года, в Цхрапоне проживало 698 человек (361 мужчина и 337 женщин). В национальной структуре населения грузины составляли 100 %.
| Год  | Население, человек |
| ---- | ------------------ |
| 2002 | 443                |
| 2014 | ↗ 698              |